# Solitaire de Townsend
Myadestes townsendi
Espèce
Statut de conservation UICN

 LC  : Préoccupation mineure
Le Solitaire de Townsend (Myadestes townsendi (Audubon, 1838)) est une espèce de passereaux appartenant à la famille des Turdidae.

## Répartition

Carte de répartition
Aire de nidification
Voie migratoire
Présent à l'année
Aire d'hivernage

Cet oiseau vit dans l'ouest de l'Amérique du Nord (de l'Alaska au Mexique).

## Étymologie
Le nom de l'espèce commémore le naturaliste américain John Kirk Townsend (1809-1851).